# Municipio Tomatlán (Jalisco)
Koordinaten: 20° 0′ N, 105° 12′ W
Tomatlán ist ein Municipio im mexikanischen Bundesstaat Jalisco in der Región Costa Norte. Das Municipio hatte beim Zensus 2010 35.050 Einwohner; die Fläche des Municipios beträgt 3023,6 km².
Größter Ort im Municipio und Verwaltungssitz ist das gleichnamige Tomatlán, weitere Orte mit zumindest 1500 Einwohnern sind José María Morelos, Campo Acosta, José María Pino Suárez und La Cruz de Loreto. Insgesamt umfasst das Municipio 186 Ortschaften.
Das Municipio Tomatlán grenzt an die Municipios Cabo Corrientes, Talpa de Allende, Cuautla, Ayutla, Villa Purificación und La Huerta sowie an den Pazifik.
Das Gemeindegebiet ist weitgehend flach mit einer 45 km langen Küstenlinie. Im Nordosten hat es Anteil an der Sierra Volcánica Transversal, wo Höhen zwischen 600 m und 2100 m erreicht werden. Knapp 70 % der Gemeindefläche sind bewaldet, 13 % sind viehwirtschaftliches Weideland, weitere 7 % dienen dem Ackerbau.